# Alessandro Donati (jésuite)
Pour les articles homonymes, voir Donati.
Alessandro Donati, né en 1584 à Sienne et décédé le 25 avril 1640 à Rome, est  un jésuite et humaniste italien.

## Biographie
Né à Sienne en 1584, il entra dans la Compagnie en 1600. De 1618 à 1624, il enseigna la rhétorique au Collège romain. Il était également poète et spécialiste de l’antiquité. Il mourut à Rome le 25 avril 1640, âgé de 56 ans.

## Œuvres

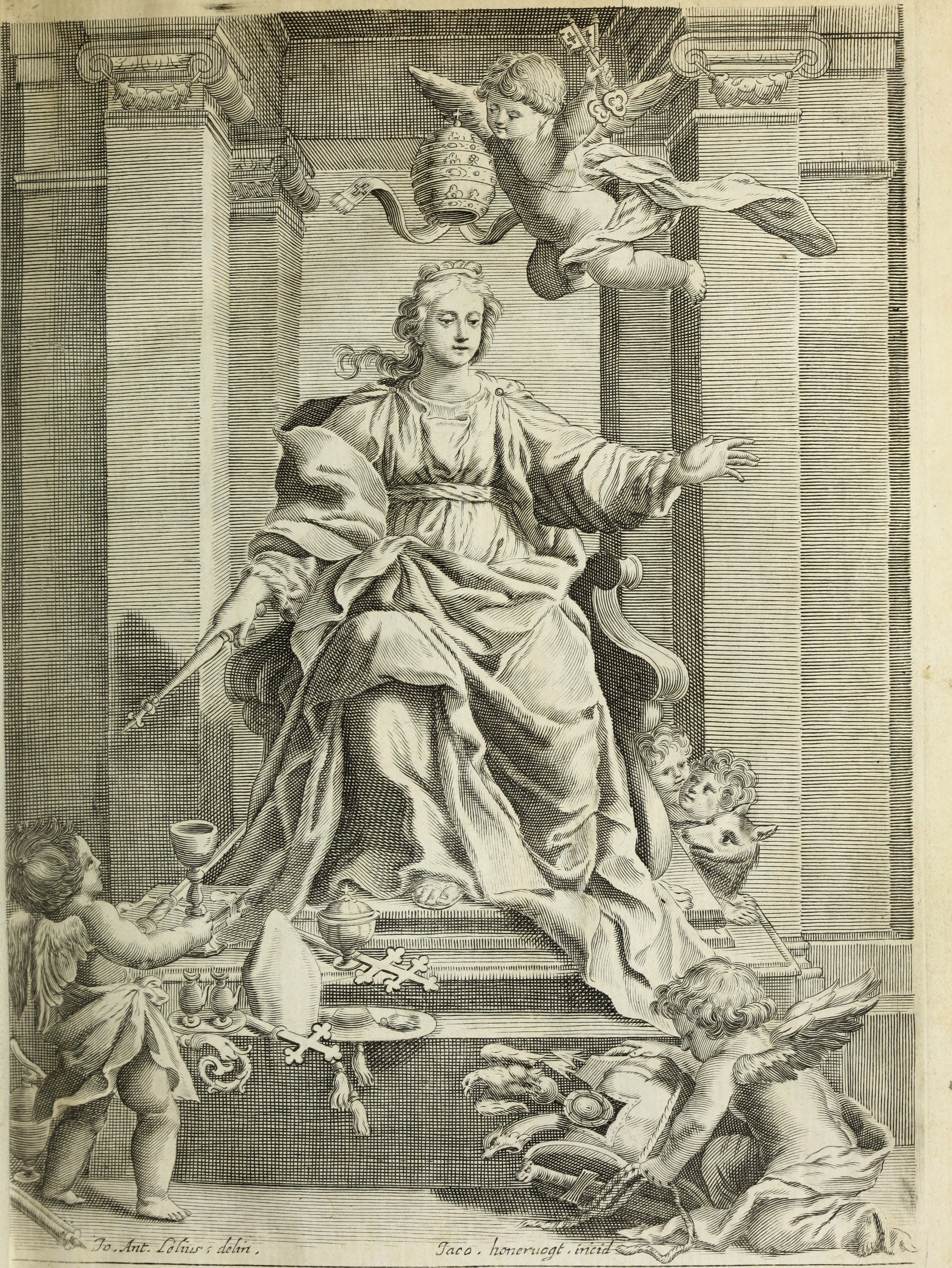
Alessandro Donati, Roma vetus ac recens, Romae : Ex bibliotheca fratrum de Rubeis, 1725, frontispice, burin.

- Oratio in funere Mariæ Cesiæ ab Altaëmps, Rome, 1610, in-4° ;
- Carminum libri tres, Rome, 1625, in-16 ; Francfort, 1654, in-4°. Il en promettait un 2e volume qui n’a point été publié.
- Suevia, tragœdia, Rome, 1629, in-16, réimprimée avec d’autres tragédies de ses confrères dans le recueil international de Selectæ tragœdiæ publié à Anvers en 1634.
- De Arte poetica libri tres, Rome, 1636, in-16. Baillet parle avec éloge de ce traité.
- Roma vetus ac recens, utriusque ædificiis ad eruditam cognitionem expositis, Rome, 1633, 1639, in-4° ; Amsterdam, 1664 in-8° et 1694, in-4°, inséré dans le t. 3 du Thesaurus antiquitatum Romanarum de Grævius ; l’édition d’Amsterdam, 1694, est la plus estimée ; celle de 1664, qu’on trouve citée dans plusieurs catalogues, ne doit peut-être son existence qu’au peu d’exactitude des rédacteurs. Ce bel ouvrage passe pour plus complet que ceux qui l’avaient précédé ; l’auteur s’y montre également profond et judicieux.
- Constantinus Romæ liberator, poema heroicum, Rome, 1640, in-8°, et Francfort, 1654, à la suite des poésies indiquées ci-dessus. Le style de ce poème a été loué par des critiques pour son élégance et sa pureté. Johann Vogt l’a cependant oublié dans son Historia litteraria Constantini Magni, 1770, in-8°. On a encore de Donati des discours sur des sujets pieux, et une vie de Paul V, insérée, sans nom d’auteur, dans les Vitæ romanorum pontificum d’Alfonso Chacón, Rome, 1630.